# 리몬첼로

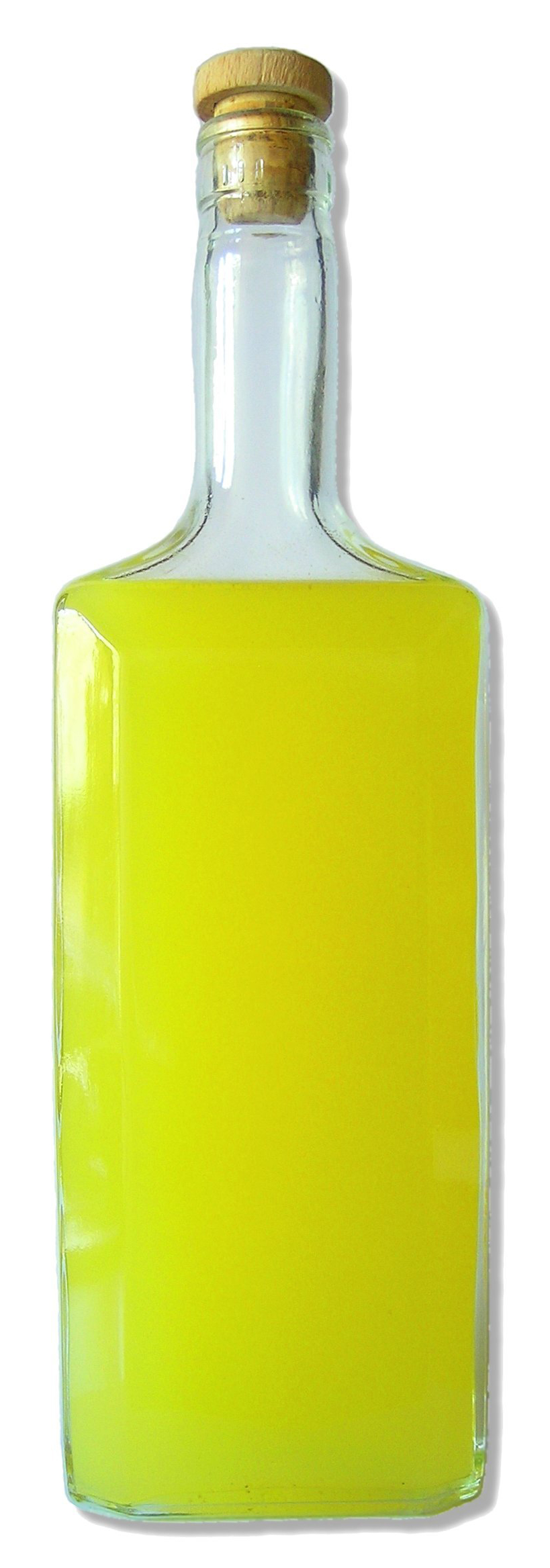
가정에서 만든 리몬첼로

리몬첼로(이탈리아어: limoncello)는 이탈리아의 레몬 리큐어로 주로 이탈리아 남부 지방에서 생산되며, 특히 나폴리만 인근과, 소렌토 반도, 아말피 해안 그리고 프로치다, 이스키아, 카프리 섬에서 생산되지만, 시칠리아와 사르데냐, 프랑스의 망통과 몰타의 고조 섬에서도 생산된다. 전통적으로 리몬첼로는 소렌토 레몬으로 생산되지만, 다른 대부분의 레몬들로도 만족스러운 리몬첼로를 제조할 수 있다.

## 음용 방식
리몬첼로는 전통적으로 저녁 식사 후 차갑게 마신다. 아말피 해안 인근에서는 차가운 도자기 잔에 마시는데, 아말피 해변은 이 도자기와 리몬첼로 생산의 중심지이다. 이러한 전통은 이탈리아 다른 지방으로도 전파되었다.

## 이탈리아 밖에서의 리몬첼로
리몬첼로는 이탈리아에서는 일반적인 술이지만, 국제적으로 알려지게 된 것은 얼마되지 않았다. 미국, 캐나다, 영국, 오스트레일리아, 뉴질랜드의 식당들 중에서 리몬첼로를 주류나 디저트 메뉴로 제공하는 곳이 증가하고 있으며, 레몬 주스의 신맛이나 쓴 맛이 없는 강한 레몬 향 덕택에 점차적으로 칵테일의 인기있는 재료가 되고 있다.
리몬첼로는 미국에서 배우 대니 드비토가 2006년 11월 29일 텔레비전 쇼 더 뷰에 전날 친구 조지 클루니와 마신 리몬첼로가 채 취기가 풀리지 않은 채 등장해 악명을 얻었다. 드비토는 "나도 그 리몬첼로 일곱잔이 이렇게 될 줄 알았다."고 말했다.그리고 대니 드비토는 이어, 2007년 4월 30일에 자신의 리몬첼로 상품을 시장에 선보인다고 발표하기도 했다.
리몬첼로에 대한 더 많은 보도는 에이브릴 라빈이 수차례의 인터뷰에서 리몬첼로를 언급하고, 2007년 초에는 3번째 앨범 The Best Damn Thing에 수록된 "I Can Do Better"를 반 병의 리몬첼로에 취해 작곡했을 뿐 아니라 실제로 취한 채로 녹음하면서 더욱 증가하게 되었다.그녀는 심지어 이 사건을 노래의 2절에 삽입하기도 했다. "I will drink as much limoncello as I can, and I'll do it again and again."